# Kamilo Tončić-Sorinj

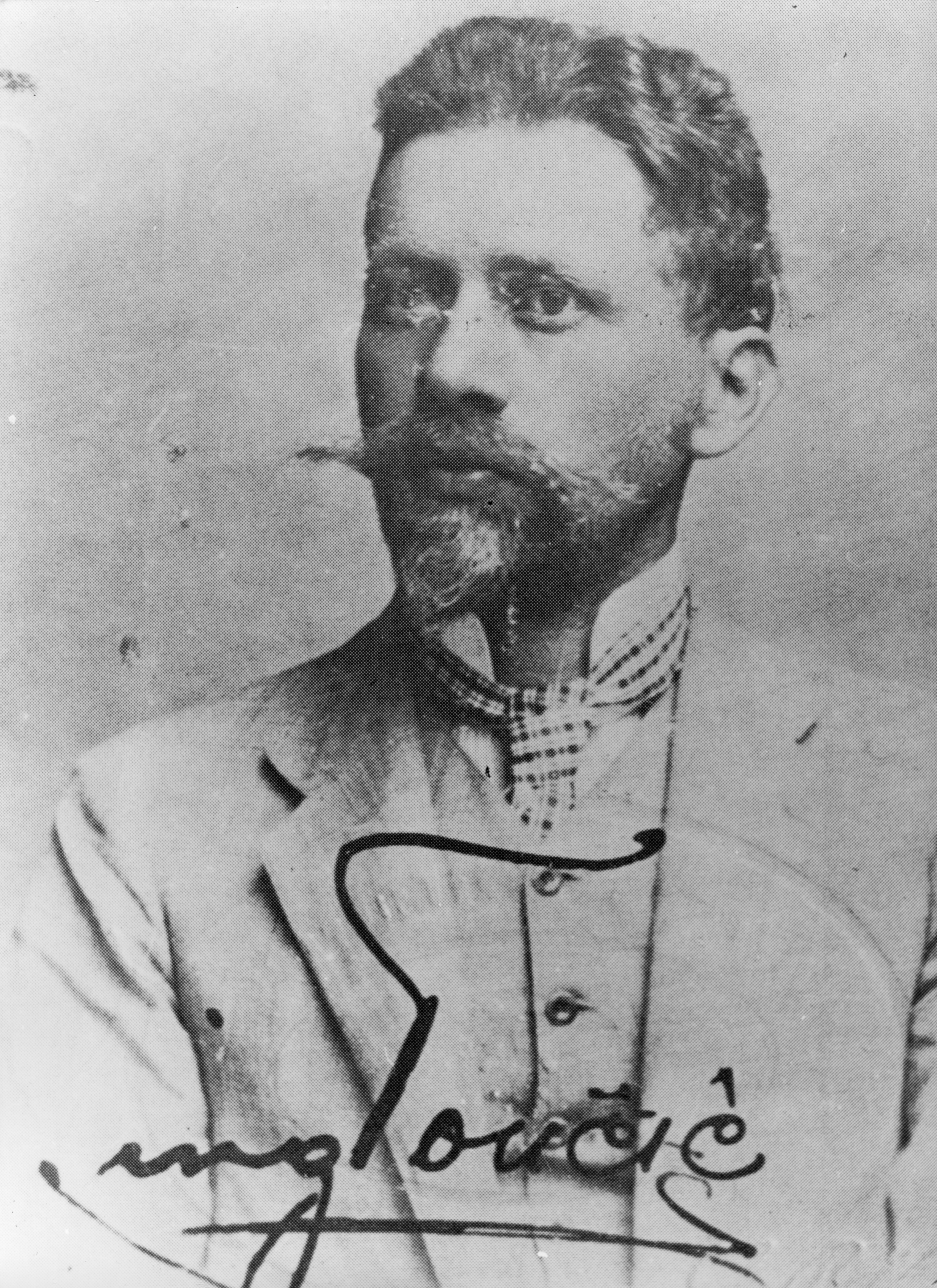
Kamilo Tončić-Sorinj

Kamilo Tončić-Sorinj (* 28. Oktober 1878 in Zadar als Kamilo Tončić; † 29. Juni 1961 in Split) war ein Architekt des Jugendstils in Dalmatien sowie der Begründer des Ethnographischen Museums und der Kunstgalerie in Split, Dalmatien.

## Leben
Kamilo Tončić wurde am 28. Oktober 1878 in Zadar als vierter Sohn von Josip Tončić und Aspazija Koludrović. Er besuchte zunächst die Volksschule Hvar und später das Gymnasium in Split. Im Anschluss studierte er Hoch- und Tiefbau an der Technischen Hochschule Wien.
1906, im Alter von 28 Jahren, beauftragte ihn die Stadt Split damit, das „Kroatische Haus“ in Split zu errichten, das als Konzerthaus und Kunsthalle dienen sollte. Das im Jugendstil errichtete Konzerthaus wurde im Krieg von den italienischen Besatzern weitgehend zerstört, später aber vollständig nach alten Fotografien restauriert und ist wieder in Betrieb.
Schon in jungen Jahren begann er damit, dalmatinische Trachten, Stickereien und andere Gegenstände der Volkskunst zu sammeln, 1907 begann er mit gelegentlichen Ausstellungen, 1910 gründete er dann das Regionalmuseum für Volkskunst und -handwerk, heute das Ethnographische Museum Split, dessen Direktor er wurde. Diese Funktion übte er bis zum Ende des Zweiten Weltkrieges aus. 1931 gründete er die Kunstgalerie in Split, die eine Sammlung kroatischer Kunst vom Mittelalter bis zur Gegenwart beinhaltet und deren Direktor er bis 1941 blieb.
Das von ihm im Jahr 1903 erbaute erste Jugendstilhaus von Split platzierte er über den als Heilbad benutzen Schwefelquellen in der Marmontstraße, der Fußgängerzone im Zentrum. Das Haus wurde später von den Kommunisten konfisziert.
Kamilo Tončić-Sorinj starb am 29. Juni 1961 in Split.

## Werke
- Kamilo Tončić-Sorinj: Croatian House. Split 1907[4]
- Kamilo Tončić-Sorinj: Diokletianpalast. Split o. J.